# Stefan-George-Gymnasium
Das Stefan-George-Gymnasium (SGG) ist ein Gymnasium in Bingen am Rhein.

Gebäudeplan

An dieser Schule unterrichten rund 110 Lehrer circa 1250 Schüler (Stand Schuljahr 2021/2022). Die Schule besteht aus sechs Gebäuden: einem unter Denkmalschutz stehenden Altbau, einem Haupttrakt, einem naturwissenschaftlichen Trakt, zwei Sporthallen und einem Kunsttrakt.
Das Gymnasium ist nach dem deutschen Dichter Stefan George benannt, der am 12. Juli 1868 in Büdesheim, einem Stadtteil von Bingen am Rhein, geboren wurde.
Die Schule hat deutlich mehr männliche als weibliche Schüler. Das mag daran liegen, dass unweit des Stefan-George-Gymnasiums die Hildegardisschule Bingen liegt, ein Schulverbund aus Gymnasium und Berufsbildender Schule für Mädchen, getragen vom katholischen Bistum Mainz.

## Geschichte
Die Schule feierte am 1. Februar 1989 ihr 150-jähriges Bestehen, denn am 27. Februar 1839 wurde die Herzogliche Realschule Bingen eröffnet. Der Unterricht wurde damals mit 22 Schülern aufgenommen, zu denen im Laufe des ersten Jahres noch 30 weitere Schüler hinzukamen. Sie wurden in zwei Folgeklassen unterrichtet. Das Stefan-George-Gymnasium, das eine der Nachfolgeschulen dieser Gründung ist, begann das Schuljahr 1995/96 mit 988 Schülerinnen und Schülern in fünf Einstiegsklassen. Die Binger Gymnasialtradition reicht über dieses Gründungsdatum hinaus zurück bis ins Jahr 1006. In der Napoleonischen Zeit wurde das Stefan-George-Gymnasium in ein College mit Latein und Französisch als Fremdsprachen umgewandelt, das jedoch nicht lange bestand. Nach schweren Auseinandersetzungen wurde am 27. Februar 1839 durch die Oberschulbehörde Hessens eine eigene Anstalt eröffnet. Nach dem Umzug in ein neues Gebäude, dem heutigen Altbau wurde die Schule in ein Vollzeitgymnasium und eine bis zur 11. Klasse führende Realschule umgewandelt. Das erste Abitur wurde dort im März 1922 abgelegt. Nachdem die Schule 1945 von Großherzogliche Hessische Realschule und Progymnasium zu Bingen am Rhein in Staatliches Stefan-George-Gymnasium Bingen am Rhein umbenannt wurde, wurde sie dann endgültig in Stefan-George-Gymnasium umbenannt.

Die NS-Zeit brachte im Zuge der Gleichschaltung des gesamten Schulwesens im Frühjahr 1937 die Umwandlung des humanistischen Gymnasiums mit Realschule in eine 8-klassige Oberschule für Jungen. Auch in ihr lernte man Englisch als erste Pflichtfremdsprache

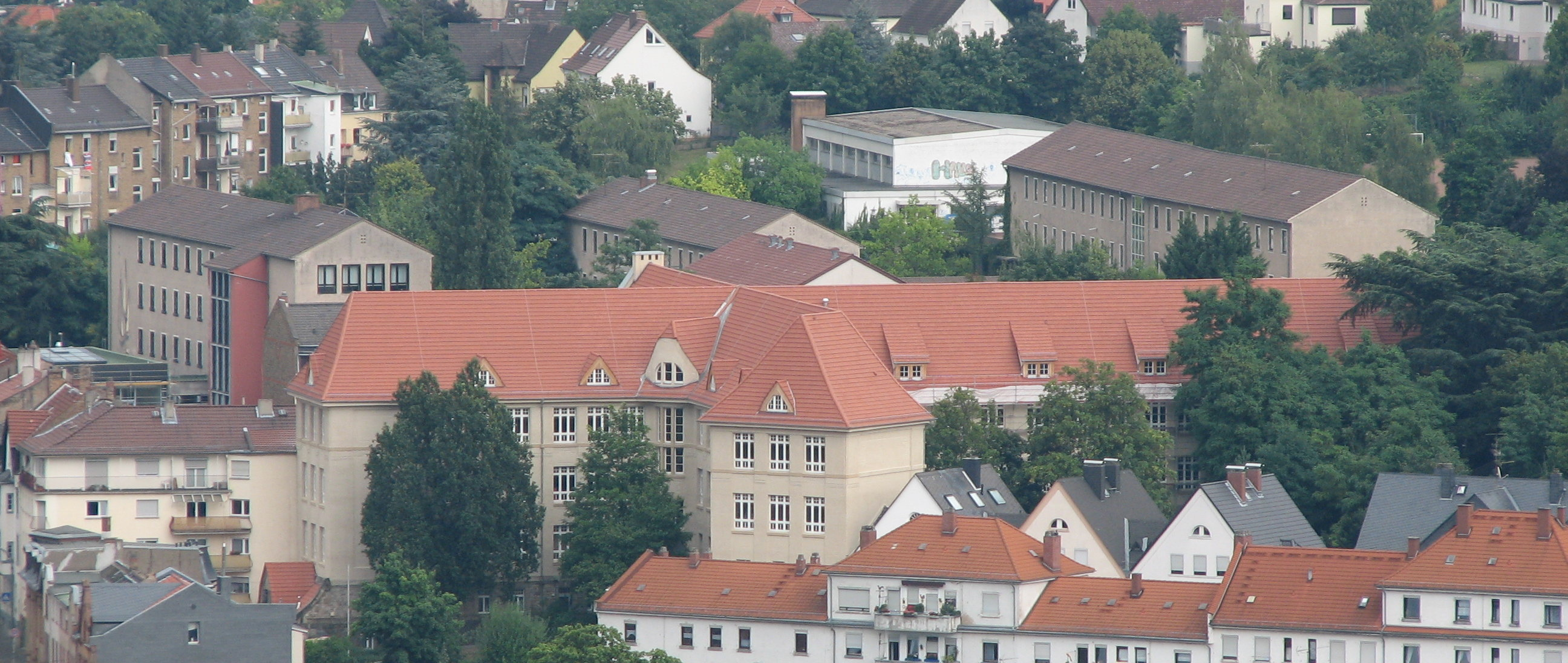
Der unter Denkmalschutz stehende Altbau nach der Renovierung 2008

 als zweite Pflichtfremdsprache Latein. Ab der 6. Klasse (heute Klasse 9) bestand die Trennung in einen sprachlichen Zweig mit Französisch als dritte Fremdsprache und in einen mathematisch-naturwissenschaftlichen. Die Schülerzahl lag um 300. Nachdem die Kriegsschäden beseitigt wurden, kam infolge der wachsenden Schülerzahlen die Schule bald in Raumnot. Unter großen Schwierigkeiten entstand der Neubau, der mit dem Schuljahr 1972/73 eingeweiht wurde. Im Schuljahr 1975/76 erreichte die Schule ihre bis dato höchste Schülerzahl mit 1241 Schülern, die erst wieder im Schuljahr 2008/09 übertroffen wurde. Mit der Zahl von 7 Einstiegsklassen wurde im Schuljahr 2008/2009 wiederum ein neuer Rekord aufgestellt.

## Partnerschaften
Seit dem Schuljahr 2002/03 gibt es eine Partnerschaft zum Collège Descartes am Rande des Ortskerns von Antony in Frankreich mit der auch ein Schüleraustausch durchgeführt wird.
Außerdem gibt es eine Partnerschaft mit einer Schule in Ruanda und einen Schüleraustausch nach Ganzhou in China.

## Schwerpunkte
Die Schule hat drei Schwerpunkte: den naturwissenschaftlichen, den musikalischen und den altsprachlichen.
Musikalischer Schwerpunkt bedeutet, dass es in der fünften und sechsten Klasse einen Instrumentalkreis gibt, in dem alle Schüler der jeweiligen Klassenstufe, die ein Instrument spielen, teilnehmen können. Ab der siebten Klasse gibt es eine Musikklasse. Sie setzt sich zusammen aus Schüler der Latein Plusklasse, Schüler einer Klasse, die Latein als zweite Fremdsprache gewählt haben, und Schülern einer Klasse, die Französisch als zweite Fremdsprache gewählt haben. Diese Klassen haben zusammen drei Stunden Musik in der Woche, von denen zwei praktisch und eine Theorie sein sollte.
Alte Sprachen: Ab der fünften Klasse kann man Latein in einer Verbindung mit Englisch wählen, bekommt dann in der sechsten Klasse keine zweite Fremdsprache hinzu, muss aber in der achten eine dritte Fremdsprache wählen. Man kann dann Altgriechisch oder Französisch wählen. Die anderen Klassen, die mit Englisch als erster Fremdsprache begonnen haben, können Latein oder Französisch als zweite oder dritte Fremdsprache wählen.
Das Stefan-George-Gymnasium ist seit dem Schuljahr 2012/13 Ganztagsschule in Angebotsform; in der Regel gibt es in den Jahrgängen 5 und 6 jeweils eine rhythmisierte Ganztagsklasse sowie eine additive Ganztagsgruppe, die sich aus Schülern der Jahrgänge 5–7 zusammensetzt. Die Ganztagsangebot wird von gut 70 Schülern wahrgenommen. Im Januar 2017 wurde die neu gebaute Mensa in Betrieb genommen.

## Sonstiges
In der fünften und sechsten Klasse gibt es einen Mathematikwettbewerb namens „Knobelix“.
An der Schule gibt es eine Big Band namens „Losin’ Groove Orchestra“. Sie steht unter der Leitung von Hans-Michael Barth.
Es gibt eine Schülerzeitung namens „Read me“.
Außerdem verfügt das Stefan-George-Gymnasium über eine Cafeteria, die 1993 durch Eltern und Lehrer gegründet wurde. Geführt wird sie durch den „Förderkreis des Stefan-George-Gymnasiums Bingen e. V.“

## Absolventen des SGG
Ihr Abitur haben am SGG u. a. folgende Persönlichkeiten des öffentlichen Lebens abgelegt:
- Rolf Rein (* 1929), Politiker, Erster Landrat des Landkreises Alzey-Worms
- Elmar Pieroth (1934–2018), CDU-Politiker
- Peter Walter (1950–2019), Theologe
- Harald Stamm (* 1938), Opernsänger (Abitur 1958)
- Wolfgang Schreiber (* 1939), Musikkritiker
- Winfried Hassemer (1940–2014), ehemaliger Vizepräsident des Bundesverfassungsgerichts (Abitur 1959)
- Volker Hassemer, (* 1944), Politiker (Abitur 1963)
- Raimund Hassemer (* 1948), Strafrechtswissenschaftler (Abitur 1967)
- Bernd Jochen Hilberath (* 1948), Theologe (Abitur 1967)
- Bernhard Bogerts (* 1948), Psychiater (Abitur 1967)
- Ingo J. Diel (* 1950), Arzt, Osteoonkologe und Krebsforscher (Abitur 1970)
- Hermann Hill (* 1951), Jurist, Politiker (Abitur 1970)
- Stephan Wald (* 1951), Schauspieler und Kabarettist (Abitur 1970)
- Peter Frey (* 1957), Journalist (Abitur 1976)
- Alexander Koch (1966–2019), Prähistoriker (Abitur 1986)
- Jochen Drees (* 1970), Arzt und Fußballschiedsrichter (Abitur 1989)
- Daniel Baldy (* 1994), SPD-Politiker (Abitur 2013)